# 11e brigade d'infanterie (Empire allemand)
Pour les articles homonymes, voir 11e brigade.
Le 11e brigade d'infanterie puis à partir de 1915, 112e brigade d'infanterie est une unité d'infanterie de l'armée prussienne. Elle est incorporée dans le 3e corps d'armée de la 6e division d'infanterie.

## Composition

### Organisation de 1852 à 1859
La brigade est divisée en :
- 20e régiment d'infanterie
- 20e régiment de Landwehr
- 35e régiment d'infanterie
- Bataillon de Landwehr

### Organisation de 1860 à 1867
- 20e régiment d'infanterie
- 60e régiment d'infanterie (de)
- 20e régiment de Landwehr
- 35e bataillon de Landwehr de Wriezen

### Organisation de 1868 à 1869
- 20e régiment d'infanterie
- 60e régiment d'infanterie (de)
- 20e régiment de Landwehr
- 60e régiment de Landwehr
- 35e bataillon de Landwehr de Berlin

### Organisation de 1871 à 1885
- 20e régiment d'infanterie
- 35e régiment de fusiliers
- 20e régiment de Landwehr
- 60e régiment de Landwehr
- 35e bataillon de Landwehr de Berlin

### Organisation de 1885 à 1888
- 20e régiment d'infanterie
- 35e régiment de fusiliers
- 20e régiment de Landwehr
- 60e régiment de Landwehr

### Organisation de 1889 à 1914
- 20e régiment d'infanterie
- 35e régiment de fusiliers

### Organisation en 1914
- 20e régiment d'infanterie
- 35e régiment de fusiliers
- 3e escadron du 3e régiment de hussards

#### Composition le 7 mars 1915
- 35e régiment de fusiliers
- 88e régiment d'infanterie
- 118e régiment d'infanterie (de)
- 4e escadron du 17e régiment de hussards

#### Composition le 19 octobre 1918
- 88e régiment d'infanterie
- 118e régiment d'infanterie (de)
- 186e régiment d'infanterie
- 4e escadron du 17e régiment de hussards

## Histoire
La brigade est reconstituée le 29 avril 1852. L'ancienne 11e brigade d'infanterie est rebaptisée 22e brigade d'infanterie.
Le 7 mars 1915, la brigade est rebaptisée 112e brigade d'infanterie.

### Commandants
| Grade        | Nom                                 | Date                                 |
| ------------ | ----------------------------------- | ------------------------------------ |
| Generalmajor | Karl von Roehl (de)                 | 4 mai 1852 au 21 mars 1853           |
| Generalmajor | Benno Hann von Weyhern (de)         | 22 mars 1853 au 3 avril 1857         |
| Generalmajor | Ferdinand von Bialcke               | 4 avril 1857 au 31 juin 1860         |
| Generalmajor | Julius von Rieben (de)              | 1er juillet 1860 au 21 juin 1861     |
| Generalmajor | Philipp Carl von Canstein           | 22 juin 1861 au 24 juin 1864         |
| Generalmajor | Hermann von Gersdorff               | 25 juin 1864 au 29 octobre 1866      |
| Generalmajor | Emil von Berger                     | 30 octobre 1866 au 17 juin 1869      |
| Generalmajor | Alexander von Kraatz-Koschlau       | 18 juin 1869 au 17 juillet 1870      |
| Generalmajor | Louis von Rothmaler                 | 18 juillet 1870 au 14 octobre 1874   |
| Generalmajor | Oskar von Meerscheidt-Hüllessem     | 15 octobre 1874 au 27 octobre 1875   |
| Generalmajor | Oskar Bogun von Wangenheim (de)     | 28 octobre 1875 au 10 juin 1882      |
| Generalmajor | Hermann von Görne (de)              | 11 juin 1882 au 14 mai 1883          |
| Generalmajor | Joseph von Schoeler (de)            | 15 mai 1883 au 31 mars 1886          |
| Generalmajor | Gneomar von Natzmer                 | 1er avril 1886 au 13 mai 1887        |
| Generalmajor | Franz Rudolf Karl von Struensee     | 14 mai au 31 juillet 1887            |
| Generalmajor | Hermann von Stülpnagel              | 1er août 1887 au 16 juillet 1889     |
| Generalmajor | Hugo von Oidtman (de)               | 17 juillet 1889 au 31 mars 1890      |
| Generalmajor | Georg Heinrich Kirchhof             | 1er avril 1890 au 16 mai 1892        |
| Generalmajor | Hannibal zu Dohna-Schlodien         | 17 mai 1892 au 16 mars 1894          |
| Generalmajor | Rudolf von Viebahn (de)             | 17 mars 1894 au 17 avril 1896        |
| Generalmajor | Eduard Ahlemann                     | 18 avril 1896 au 19 juillet 1897     |
| Generalmajor | Paul von Fragstein und Niemsdorff   | 20 juillet 1897 au 16 août 1900      |
| Generalmajor | Erich von Dresky (de)               | 17 août 1900 au 17 octobre 1902      |
| Generalmajor | Ferdinand Waenker von Dankenschweil | 18 octobre 1902 au 25 février 1907   |
| Generalmajor | Eberhard von Claer                  | 26 février 1907 au 11 avril 1909     |
| Generalmajor | Ferdinand von Trossel               | 12 avril 1909 au 26 janvier 1913     |
| Generalmajor | Erich von Redern (de)               | 27 janvier 1913 au 26 janvier 1914   |
| Generalmajor | Georg von Wachter (de)              | 27 janvier 1914 au 24 octobre 1914   |
| Generalmajor | Richard Schmundt (de)               | 25 octobre 1914 au 31 octobre 1915   |
| Generalmajor | Richard von Diringshofen            | 1er novembre 1915 au 24 février 1918 |
| Oberst       | Fabarius                            | 25 février au 30 mai 1918            |
| Generalmajor | Erich von Warburg                   | 31 mai 1918 au 22 janvier 1919       |
| Generalmajor | Georg Johow (de)                    | 22 janvier au 25 avril 1919          |